# سوفی تاکر (گروه موسیقی)
سوفی تاکر یک گروه موسیقی دونفرهٔ آمریکایی است که اعضای آن، سوفی هاولی-وِلد و تاکر هالپرن هستند.

## تاریخچه
سوفی تاکر اولین آلبوم خود را با نام سا انیمال در ۸ ژوئیه ۲۰۱۶ منتشر کرد. قطعات این آلبوم شامل "Drinkee", "Matadora", "Awoo", Déjà Vu امر، تتو ماه، و، "هی شیر" می‌باشد. نام این آلبوم از یک بیت از شعر از مری الیور -("شما فقط باید اجازه دهید نرم حیوان از بدن خود را دوست دارم آنچه آن را دوست دارد") - می‌آید.
آهنگ «درینکی» از قطعات آلبوم ساف انیمال نامزد دریافت جایزه گرمی برای بهترین رقص ضبط شده در سال ۲۰۱۷ شده‌است. «درینکی» از یکی از شعرهای شاعر برزیلی بنام چاکال اقتباس شده‌است.
آهنگ "Johny" در بازی‌های ای‌ای اسپورتس' فیفا ۱۷ معروف شد. شعر این آهنگ از یکی از شعرهای شاعر برزیلی بنام پائولو لیمینسکی اقتباس شده‌است.
آهنگ «بهترین دوست» در سال ۲۰۱۷، در طول بازی آیفون اکس رونمایی شد. این آهنگ نیز در بازی فوتبال فیفا ۱۸, دومین سال متوالی است که ترانه‌ای از سوفی تاکر در موسیقی متن فیلم از فیفا اجرا می‌شود.
همچنین در بازی Need for speed: Heat از آهنگی از این گروه به نام Playa grande استفاده شده.

## نشریات
مجله پست مگزین،  سوفی تاکر را به عنوان «یک مجموعه بی نظیر از رقص همراه با موسیقی نشاط‌آور و هیجان انگیز به سبک پاپ-جنگل با اجرا گروه برزیل، شاعران، زبان ملی پرتغالی» توصیف کرد. این مجله آلبوم جدید را با عنوان ماتادور بیان کرد.

## ترانه شناسی

### آلبوم های استودیویی
| عنوان   | جزئیات                        |
| ------- | ----------------------------- |
| تری هوس | - منتشر شده: فروردین سال ۲۰۱۸ |

### تک‌آهنگ ها
| عنوان                                                      | سال انتشار | جایگاه در چارت | جایگاه در چارت | جایگاه در چارت | جایگاه در چارت | جایگاه در چارت | جایگاه در چارت | جایگاه در چارت | جایگاه در چارت | گواهینامه ها     |
| عنوان                                                      | سال انتشار | US             | US Alt.        | US Dance       | AUS            | BEL (FL)       | CAN            | FRA            | ITA            | گواهینامه ها     |
| ---------------------------------------------------------- | ---------- | -------------- | -------------- | -------------- | -------------- | -------------- | -------------- | -------------- | -------------- | ---------------- |
| "Drinkee"                                                  | ۲۰۱۶       | —              | —              | —              | ۴۲             | —              | —              | —              | ۴۳             | - ARIA: Gold     |
| "Hey Lion"                                                 | ۲۰۱۶       | —              | —              | —              | —              | —              | —              | —              | —              |                  |
| "Awoo"                                                     | ۲۰۱۶       | —              | —              | —              | —              | —              | —              | —              | —              |                  |
| "Matadora"                                                 | ۲۰۱۶       | —              | —              | —              | —              | —              | —              | —              | —              |                  |
| "Déjà Vu Affair"                                           | ۲۰۱۶       | —              | —              | —              | —              | —              | —              | —              | —              |                  |
| "Johny"                                                    | ۲۰۱۷       | —              | —              | —              | —              | —              | —              | —              | —              | Treehouse        |
| "Greed"                                                    | ۲۰۱۷       | —              | —              | —              | —              | —              | —              | —              | —              | Non-album single |
| "Fuck They"                                                | ۲۰۱۷       | —              | —              | —              | —              | —              | —              | —              | —              | Treehouse        |
| "Best Friend" (featuring Nervo, The Knocks and Alisa Ueno) | ۲۰۱۷       | ۸۱             | ۱۵             | ۵              | —              | ۱۰             | ۶۱             | ۸۶             | —              | Treehouse        |
| "Energia"                                                  | ۲۰۱۷       | —              | —              | —              | —              | —              | —              | —              | —              | Treehouse        |
| "Baby I'm a Queen"                                         | ۲۰۱۸       | —              | —              | —              | —              | —              | —              | —              | —              | Treehouse        |

## جوایز گرمی
| سال  | نامزدی / اثر | جایزه                                               | نتیجه    |
| ---- | ------------ | --------------------------------------------------- | -------- |
| ٢٠١٧ | Drinkee      | جایزه گرمی برای بهترین رکورد در سبک رقص             | نامزدشده |
| ٢٠١٩ | Treehouse    | جایزه گرمی برای بهترین آلبوم در سبک الکترونیک / رقص | نامزدشده |